# Orion (företag)

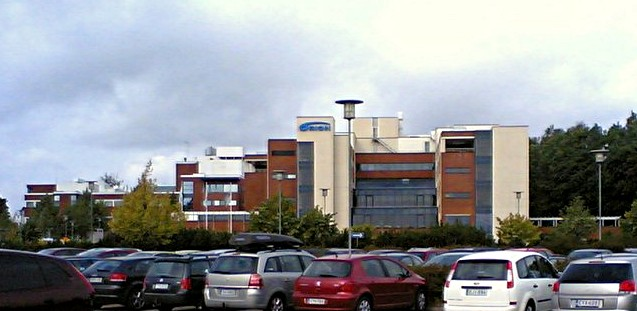
Orions huvudkontor i Mankans i Esbo

Orion Abp är ett finländskt börsnoterat läkemedelsföretag.
Orion grundades 1917 av tre kemister, som kände att de inte uppskattades på sin dåvarande arbetsplats, Medica Ab, som var det dominerande läkemedelsföretaget i Finland långt in på seklet. Dessa kemisters modersmål var finska, och de ansåg att det var en hämsko i karriären, eftersom bolaget främst representerade svenskspråkiga intressen, och administrationsspråket var svenska.
Verksamheten var länge blygsam och koncentrerades på några allmänna kemikalier, som till exempel vapenrengöringsoljan Bellistone. Småningom började också läkemedel komma med i produktionen, till en början basprodukter som acidacetylsalicylsyrepreparat. 1920-talet var ändå finansiellt mycket svårt, och företaget räddades på konkursens brant med en nyemission. I styrelsen engagerades 1922 den mycket respekterade läkaren och sedermera arkiatern Arvo Ylppö, som med sitt dynamiska ledarskap fick företaget på fötter. Från början av 1930-talet anställdes en framstående kirurg som vd och Orions omsättning sexdubblades under decenniet. Efter kriget drabbades Orion dock av växtvärk och det höll igen på att gå på tok, men verksamheten klarade sig med darr på ribban. I efterdyningarna av kriget var det mycket tal om att förstatliga läkemedelstillverkningen, och för säkerhets skull bildades ett holdingbolag, Regulus Oy. Också det blindskäret undveks med rationaliseringar och kapitaltillskott, och Orion började expandera. I den vevan ökade också satsningen på forsknings och utvecklingsavdelningen.
Den nya fabriken i Mankans blev färdig 1962 och några år senare utvidgades den med produktion av baskemikalier för branschen. För expansion fanns det inte längre utrymme i hemlandet och Orion började satsa på export. Sovjetunionen blev ett starkt marknadsområde, och framåt sjuttiotalet öppnade en avdelning med tyngdpunkt på diagnostikkemikalier. I Schweiz grundades ett dotterbolag, Interorion AG, och det i sin tur övertog aktiemajoriteten i det nordiska läkemedelsföretaget Ercopharm. Till koncernen fogades också Farmia och knoppades av kosmetikföretaget Noiro Oy. 
Idag har Orion utöver Esbo fabriker i Åbo, Uleåborg och Kuopio, och verksamheten står framförallt på två ben: mediciner och diagnostikkemikalier.